# Ford M 1918

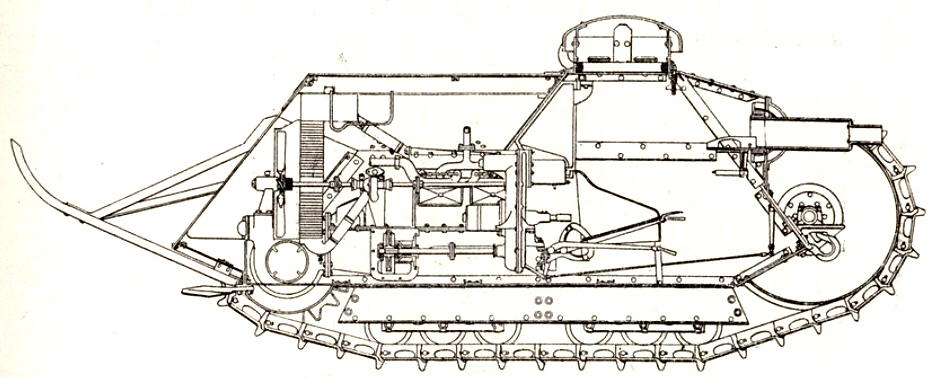
Ford M 1918 Schnittbild

Der Ford M 1918 war ein leichter Kampfpanzer, der 1918 im Rahmen des Ersten Weltkriegs auf Basis des Ford Model T 1918 in den Vereinigten Staaten entwickelt und erprobt wurde, jedoch aufgrund des Waffenstillstands im November des Jahres nicht mehr in Serie ging. 15 Exemplare wurden tatsächlich gefertigt, geplant war ursprünglich eine Produktion von 15.000 Einheiten.

## Produktionsmerkmale
Der Panzer war als leicht zu fertigendes Massenfahrzeug geplant und besaß vorn große Leiträder, sechs kleine Laufräder, eine umlaufende Plattenkette und im Bug wahlweise ein Maschinengewehr oder eine Kanone sowie eine kleine Kuppel. Zur Verbesserung der Geländefähigkeit besaß er am Heck einen Sporn. Nach dem Urteil von Senger und Etterlin war er zwar billig in der Herstellung, jedoch „von beschränkter Geländegängigkeit“.

## Erhaltene Exemplare
Ein Exemplar ist im Patton Museum in Fort Knox, Kentucky, ausgestellt.